# RepRap
RepRap is een opensourceproject met als doel een goede en goedkope rapid prototyping-machine te maken. Deze 3D-printer moet in staat zijn om zo veel mogelijk onderdelen van zichzelf te kunnen nabouwen. De plastic onderdelen waar de printers grotendeels uit bestaan, worden dan ook door de RepRapprinters gemaakt.
De printer is door een community van vrijwilligers van over de hele wereld ontwikkeld. Naast onderdelen voor de printer zijn er sandalen, iPodhouders en nog veel meer producten geprint.

## Materialen
De RepRap kan werken met verschillende bronmaterialen. Er zijn inmiddels verschillende plastics in gebruik. Nieuw in gebruik zijn biologisch afbreekbare plastics. Naast plastics zijn er experimenteel andere materialen zoals chocola en keramiek in gebruik. Er worden tevens RepRappers getest die tin printen, om zo printplaten te kunnen maken.

## Historie
Het RepRapproject startte op 23 maart 2005.
Er zijn inmiddels verschillende generaties ontworpen van de RepRap. De eerste generatie was genaamd "Darwin" en de tweede werd in oktober 2009 vrijgegeven onder de naam "Mendel". Inmiddels is er ook een kleinere versie gebouwd door Erik de Bruijn, de Mini-Mendel. Ook is er door Prusa een goedkopere versie van de mendel uitgebracht, de RepRap Prusa Mendel.